# Sidonie Agnes z Lichtenštejna
Sidonie Agnes z Lichtenštejna (německy Reichsfürstin Sidonia von Liechtenstein, později Gräfin Sidonia Pálffy, 2. srpna 1645 – 20. března 1721, Vídeň) byla rakouská a uherská šlechtična, říšská kněžna z rodu Lichtenštejnů, provdaná do uherské rodiny Pálffyů.

## Život
Narodila se jako dcera knížete Hartmana III. z Lichtenštejna (1613–1686) a jeho manželky Sidonie Alžběty, starohraběnky ze Salm-Reifferscheidtu (1623–1688). 
Provdala se za uherského hraběte Jana Karla Pálffyho z Erdődu († 1694), syna Rudolfa II. Karla Pálffyho z Erdődu a jeho manželky Marie Antonie Krakovské z Kolovrat. Z jejich manželství se narodili synové František, který padl jako voják v Itálii a Mikuláš. 
Jan Karel byl majitelem zámku Neulengbach. Když v roce 1683 osmanské vojsko v době druhého obléhání Vídně vyplenilo Vídeňský les, nebyl ušetřen ani Neulengbach a městečko lehlo popelem. Její manžel byl v té době v císařském polním táboře vévody Karla Lotrinského a obranu zámku vzala do svých rukou Sidonie. Otevřela brány lidem z Neulengbachu a okolních obcí Vídeňského lesa. Společnými silami s uprchlíky, kteří našli na zámku útočiště, úspěšně bránili zámek proti několika útokům a nakonec uhájili před vetřelci.

## Připomínka
V roce 2010 byl na její počest založena literární cena "Sidonia-Palffy-Preis für Frauen-Literatur" pro spisovatelky, kterou od té doby každoročně uděluje obecní rada Neulengbachu.